# موسباور ۴۸۴۷۲
سیارک ۴۸۴۷۲ (به انگلیسی: 48472 Mossbauer، نامگذاری:1991TJ6) چهل و هشت هزار و چهارصد و هفتاد و دومین سیارک کشف شده‌است که در ۲ اکتبر ۱۹۹۱ کشف شد.